# Pipiza nox
Pipiza nox är en tvåvingeart som först beskrevs av Violovitsh 1978.  Pipiza nox ingår i släktet gallblomflugor, och familjen blomflugor. Inga underarter finns listade i Catalogue of Life.